# Харківський музей ляльок
Ха́рківський музе́й ляльо́к — найстаріший музей ляльок в Україні. Відкрито 5 жовтня 1954 року. Розташований у будівлі Харківського державного академічного театру ляльок ім. В. А. Афанасьєва.

## Історія
Історія Харківського музею ляльок починалася з невеликої виставки ляльок, які брали участь у виставах театру. 1968 року Харківський музей театральних ляльок переїхав до нової будівлі, в якій перебуває й сьогодні. Будівля, зведена за проєктом академіка Бекетова, є архітектурною пам'яткою XX століття. На появу музею ляльок вплинув Міжнародний Союз лялькових театрів, який рекомендував, по можливості, створювати музеї ляльок по всьому світу.
Під Харківський музей ляльок сьогодні виділено весь третій поверх, який включає три експозиційних зали. Перших відвідувачів музей прийняв 23 серпня 1968 року. Нині в музеї зібрано експонати не тільки з території України, але й із Польщі, США, Болгарії, Канади, Бельгії, Франції та інших держав. Колекція музею налічує понад 11 000 експонатів. Серед них — ляльки, сувеніри, фотографії, макети ляльок, афіші та театральні програмки. За кількістю експонатів Харківський музей ляльок поступається тільки Московському музею театральних ляльок при театрі ляльок ім. С. Образцова.

## Експозиція музею
У першому залі Харківського музею ляльок представлено історію розвитку театру ляльок. Тут містяться ляльки подружжя Симонович-Єфімових — радянських лялькарів, які відкрили 1918 року перший ляльковий театр у Москві. Серед ляльок — Піонерка Нюра, Стражник із театру Образцова, ляльки з театру Міхаеля Мешке — шведського режисера театру ляльок.
У другому залі музею зібрано колекцію ляльок із різних країн світу. Більшість експонатів становлять ляльки з Польщі. Також представлено ляльки з Америки, Монголії та країн Європи.
У третьому залі Харківського музею ляльок зібрано колекцію значків, присвячених мистецтву театру ляльок. Аналогів такої колекції немає в жодному музеї світу. Також тут виставлено безліч експонатів, які відображають історію розвитку Харківського театру ляльок ім. В. А. Афанасьєва.
У музеї зібрано подарунки від Московського державного центрального театру ляльок ім. С. В. Образцова і ляльки знаменитих зарубіжних майстрів.
У період від 2002 до 2008 року в музеї замінено експозиційне обладнання, що дозволило зробити експозицію цікавішою і сучаснішою.